# مبارزه با بریدن آلت تناسلی زنان
ین مقاله به تشریح تلاش‌های منتقدان بریدن آلت تناسلی زنان برای مبارزه با آن می‌باشد.

نماد مبارزه با ختنه زنان

## مشکلات
به رغم قوانین ممنوع‌کننده ناقص‌سازی زنان، این عمل به صورت یک سنت در میان بسیاری از جوامع و فرهنگ‌ها ادامه دارد. از آنجایی که این عمل در بسیاری اوقات در بین جوامع انجام دهنده اهمیتی فرهنگی و حتی سیاسی دارد، رهبران سیاسی برچیدن ناقص‌سازی زنان را در سطح جوامع بومی را دشوار یافته‌اند. برای مثال هنگامی‌که در دهه‌های ۱۹۳۰ و ۱۹۲۰ مبلغان مسیحی در کنیا، این رسم را در بین پیروان خود ممنوع کردند، در عوض ختنه زنان به صورت ابزاری برای جنبش قومی استقلال‌طلبی در بین بومیان کی‌کویو،  پرشمارترین قومیت کنیا، درآمد و بومیان کنیا مبارزه بر علیه ختنه زنان را حمله امپریالیسم فرهنگی اروپائیان دانستند. نمونه‌ای دیگر زمانی بود که دولت استعماری بریتانیا در دهه ۱۹۵۰عمل ناقص‌سازی جنسی زنان را در کنیا ممنوع‌نمود. این کار به میزان زیادی مقاومت قبایل را در مقابل نیروهای استعماری افزایش داد و میزان حمایت از جنبش چریک‌های مائو مائو  را افزایش‌داد.
به گفته مارک کوهن کسانی که عمل ختنه را انجام می‌دهند تحت تأثیر نیروهای شدید اقتصادی و فرهنگی بوده، نه اینکه انسان‌هایی جاهل یا شیطانی باشند؛ راه مقابله صحیح با عمل ختنه شناسایی این عوامل اقتصادی و فرهنگی و رسیدگی دقیق و ظریف به آن‌ها می‌باشد.

## برنامه‌ها
سازمان ملل متحد برنامه‌هایی دارد تا این رسم را تا سال ۲۰۱۵ به میزان قابل توجهی کاهش دهد. برای برچیدن این رسم اقدامات لازم در دو سطح جامعه و ملی پیشنهاد شده‌است: پیشنهاد در سطح ملی شامل اقداماتی توسط رهبران حکومتی، مذهبی و سنتی، مجالس قانونگذاری و نهادهای مدنی و دولتی مربوطه و در جهت سوق دادن جامعه به برچیدن این رسم می‌باشد. تجربیات دهه‌های آخر قرن بیستم نشان داده‌است که راه حل سریعی برای از میان برداشتن این رسم وجود ندارد. برچیدن این رسم نیاز به یک بستر قوی برای تغییر رفتارها و ارزش‌ها و همچون وجود سامانه‌ای قوی برای اعمال سیاست‌های موجود دارد. از آنجایی که این عمل رسمی اجتماعی است بهترین روش، همکاری نزدیک با مردم و رهبران محلی است.
در سودان ارگان‌های دولتی و غیر دولتی طیفی از روش‌های مختلف از بهداشتی کردن عمل، تا براندازی کامل آن پیشنهاد کرده‌اند. موفقترین و جامعترین تلاش توسط جامعه علمی بابیکر بدری برای مطالعات زنان  که تحت حمایت دانشگاه «الاحفاد للبنات» در خرطوم تلاش همه جانبه‌ای برای پایان دادن به ختنه زنان را شروع کرده‌اند که نه تنها سودان بلکه تمام آفریقا را تحت تأثیر قرار داده‌است. این گروه تلاش داشته‌اند که با راه‌اندزی مناظرات حقوقی، روانی و بحث‌های مذهبی سکوت حاکم را شکسته و دفترچه‌ها، مصاحبه‌ها و کارسوق‌هایی جهت افزایش آگاهی مردم برگزار کنند. رقیه مصطفی ابوشرف خلاصه‌ای از مشکلات اصلی که این فعالان و حاکمان محلی در مبارزه با ختنه زنان با آن‌ها مواجه هستند را در کتابش جمع‌آوری کرده‌است.
در جوامعی که به برش دستگاه تناسلی زنان به عنوان مناسک گذر نگریسته می‌شود، روش مبارزه دیگر که توسط برخی ارگان‌ها اتخاذ شده‌است ایجاد مناسک گذر جایگزینی است که از طرفی به این عمل پایان داده ولی از طرف دیگر مراسم مربوطه را حفظ و انتقال دانش مربوط به آن را ممکن سازد.
برخی مسلمانان تحصیل‌کرده که برای الغای برش دستگاه تناسلی زنان در میان مسلمانان تلاش می‌کنند، ترجیح می‌دهند این موضوع از طریق مناظرات درونی حل شود و مخالف مداخله غربیان هستند. ایشان می‌گوند رسم ختنهٔ زنان تنها زمانی از بین می‌رود که افسانه‌ها و تصورات غلطی که پیرامون آن وجود دارد فهمیده شده و دفع شوند و ریشه کنی افسانه‌های اجتماعی پیرامون آن مانند اینکه این کار بی قیدی‌های اخلاقی را کاسته، و اینکه دختران ختنه شده «پاک» و «طاهر» هستند، نمود. مطالعاتی که در میان سومالیان ساکن سوئد انجام شده نشان داده‌است که عامل مؤثری که باعث تغییر دیدگاه عموم سومالیان نسبت به ختنه زنان بوده‌است چیزی جز استدلالات مذهبی نبوده‌است. اکثر سومالیان ساکن سوئد به عنوان مثال به آیه ۱۱۹ سوره نسا از قرآن در مورد این موضوع اشاره می‌کنند که بر اساس آن نباید در مخلوقات خدا تغییر ایجاد کرد.
فتوای سید علی سیستانی در مورد ختنه دختر و ختنه زن، نشانگر مبغوضیت اسلام نسبت به این رفتار است. ""اگر منظور از ختنه دختر بریدن پوسته عضو جنسی زن (خروسه) باشد، صحیح آنست که این کار سنت شرعی نیست، بلکه در صورتی که به دختر آسیب برساند حرام می باشد .
و اما قطع خود عضو جنسی زن و یا قطع قسمتی از آن به یقین جنایتی در حق دختر محسوب می شود و برای والدین هیچگونه مجوّزی در اقدام به آن وجود ندارد.""